# パープル暗号
パープル暗号（パープルあんごう、PURPLE）は、機械式暗号の一種。太平洋戦争の開始前から敗戦まで、日本の外務省が使用していた正式名称「暗号機B型」（通称 : 九七式欧文印字機）による外交暗号に対して、アメリカ軍がつけたコードネームである。

## 名称
アメリカ陸軍は日本の機械式暗号に対して主に虹の色に由来するコードネームをつけていた。パープル暗号は、その一つである。（アメリカ海軍では、M-5 と呼ばれていた。）
1. レッド暗号: 外務省用の暗号機A型（通称 : 九一式欧文印字機）
2. オレンジ暗号: 大日本帝国海軍（以下海軍という）武官用の九一式印字機
3. グリーン暗号: 三式換字機
4. パープル暗号: 外務省用の暗号機B型（通称 : 九七式欧文印字機、皇紀2597年に完成したので“九七式”と呼んだ。）
5. コーラル暗号: 海軍武官用の九七式印字機三型[1]
6. ジェイド暗号: 海軍艦艇用の九七式印字機一・二型[1]

日本の機械式暗号には、これらのほかにも何種類かあり、大日本帝国陸軍（以下陸軍という）にはアメリカ陸軍コードネームが不明の“九七式印字機”があるので、名称を混同しないように注意が必要である。

## 換字方式による分類
各暗号機を換字原理で分類した表を示す。
出力がタイプライター形式の暗号機
制式年（皇紀）下2桁+“式印字機”
出力がランプボード形式の暗号機
制式年下2桁+“式換字機”
手動式のストリップ暗号装置
制式年下2桁+“式換字盤”
|          | ディスク （スライド式）                            | ローター （鼓胴式）                      | ロータリーラインスイッチ （多換字表式）            | ストリップ |
| -------- | -------------------------------------------------- | ---------------------------------------- | -------------------------------------------------- | ---------- |
| 外務省   | 暗号機A型                                          |                                          | 暗号機B型                                          |            |
| 海軍     | 九一式印字機一型 九一式印字機二型 九一式印字機三型 | 三式換字機                               | 九七式印字機一型 九七式印字機二型 九七式印字機三型 | 三式SB盤   |
| 陸軍     |                                                    | 九二式印字機 九七式印字機 一式一号印字機 | 自動印刷無線電信機                                 |            |
| 日独海軍 |                                                    | チルピッツ                               |                                                    |            |

外務省暗号機は海軍技術研究所によって生産された。陸海軍で同じ名称の暗号機「九七式印字機」が制定されたのは偶然である。

## 概要
- 太平洋戦争の直前（1939年）から敗戦（1945年）まで日本の外務省が使用した。
- 海軍が作成し、完成したのは1937年（皇紀2597年）だった。
- 暗号機の正式名称 : 暗号機B型（外務省）
- 暗号機の通称 : 九七式欧文印字機（陸海軍）、檜（ひのき=秘の機）（外務省）
- 海軍の九七式印字機と同一のもの（ただし海軍では母音と子音を分離していなかった可能性がある）。
- 外務省のパープル暗号では、母音と子音を分離して暗号化したので、それが解読の手がかりになった。
- “句読点コード”を併用した（句読点、重要語句、記号および数詞は、まず2文字または3文字のアルファベットに置き換えた）。
- 開戦前の1941年初めに、アメリカ陸軍はパープルの模造機を完成し、解読に成功した。また、ソビエト連邦の崩壊後に公開されたミトローヒン文書によって、ソビエト連邦の内務人民委員部(NKVD)も1941年秋に解読に成功していたことが明らかになっている[2]。
- 解読によって得られた情報を、米国ではマジック (Magic) 情報と呼び、政府高官の一部に限って配布された。
- 同年12月8日の真珠湾攻撃の際に、在アメリカ合衆国日本国大使館から宣戦布告覚書文書の手交が遅れ、「だまし討ち」と言われた。しかし実は、ラジオ・トウキョウの受信内容や暗号解読によって、内容は既に米側に知られていた。解読文には「真珠湾を攻撃する」などとは書かれておらず、解読しても知ることが出来たのは、日米開戦の内容のみである。
- 暗号機は、日本の降伏時に完全に破壊・廃棄されたため、完全品は現存しない。在独日本大使館から、スイッチ部分のみが鹵獲されている。
- 総鍵種類数は大きいが、前世代のレッド暗号が解読された経緯や、上述のように本暗号も解読された事実があり、「パープルの理論解読は不可能、暗号機が盗まれた」史実は誤りである。

## 年譜
- 1935年
  - 海軍技術研究所が次世代暗号機の設計を開始。設計主任は田辺一雄。開発生産は海軍技術研究所電気研究部六課内で行った。関係者は特別バッジを胸につけ、作業場には特別警備の守衛を配置、出入り口や窓には警報装置を設けた。
- 1937年
  - 皇紀2597年に暗号機が完成。海軍は九七式印字機、外務省は暗号機B型（通称 九七式欧文印字機）と命名。
- 1939年
  - 2月、パープル暗号は重要な海外公館であるワシントン、ベルリン、ロンドン、パリ、モスクワ、ワルシャワ、ローマ、ジュネーヴ、ブリュッセル、アンカラ、上海、北京で運用を開始。一部の在外公館ではレッド暗号が引き続き使用されていた。したがって、同じの内容の電文が、すでに解読されているレッド暗号とパープル暗号の両方で発信されることがあった。
アメリカ陸軍がパープルの登場に気付き、解読に着手。
アメリカ軍情報部がニューヨーク総領事館から句読点コードの盗写に成功。
- 1940年
  - 9月、パープル暗号の解読作業が転換期を迎える。
- 1941年
  - 年明けにアメリカ陸軍はパープルの模造機を完成。1941年だけで227通のうち223通の解読に成功。
  - 4月、大島駐独大使はドイツから「駐米大使宛の外交暗号がアメリカ国務省に解読されている」と警告を受ける。
  - 8月、在外公館でのレッド暗号の運用が終了。
  - 12月、真珠湾攻撃、対米覚書文書の手交が遅れた。
- 1943年
  - 2月、Venona projectも開始される。

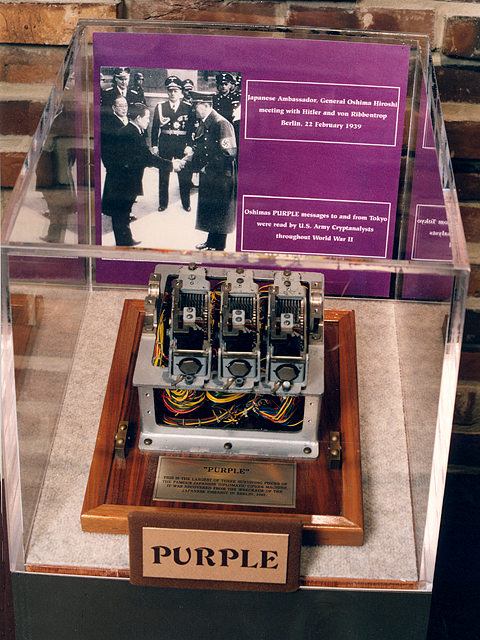
米国立暗号博物館に展示されている捕獲部品

  - 米国立暗号博物館に展示されている捕獲部品11月、ベルリン→東京 : フランス戦線の視察報告が解読される（ノルマンディー上陸作戦に貢献。）
- 1944年
  - 8月、ベルリン→東京 : 大島大使とアルベルト・シュペーア軍需・軍事生産大臣の軍需生産に関する会談報告が解読される。
  - 秋頃、帝国陸軍参謀本部・暗号班の釜賀一夫少佐が九七式欧文印字機について学理検討を行った結果、極めて危険と判断する。
- 1945年
  - 1月、ハノイ→東京 : ウラン鉱石採掘についての報告が解読される。
  - 5月、ベルリン陥落の際にアメリカ陸軍は日本大使館からパープル暗号機のスイッチ部分を捕獲。これが現存する唯一のオリジナルとなった。
  - 7月、モスクワ→東京 : 佐藤大使によるソビエト連邦仲介の和平工作についての報告が解読される。
  - 9月、大日本帝国、連合国、降伏文書に調印。

## マジック情報
パープル解読によって得られた情報をアメリカ合衆国政府はマジック (Magic) と呼び、以下の限られた政府高官だけに配付した。
1. 大統領
2. 国務長官
3. 陸軍長官
4. 海軍長官
5. 陸軍参謀総長
6. 海軍作戦部長
7. 陸軍戦争計画部長
8. 海軍戦争計画部長
9. 陸軍情報部長
10. 海軍情報部長

## 暗号化の仕組み
パープル暗号を作成するには、句読点コード、暗号機本体、鍵規約が必要だった。

### 句読点コードと分割転置
パープルはA - Zの26文字だけしか扱えず、数字やスペースは無い。それで原稿を文字通りに打鍵する事は出来なかった。

#### 句読点コード
通常、原文はヘボン式ローマ字にして入力する。入力時に、句読点、重要語句、記号および数詞は専用コード (Punctuation Codes) を用いて2文字または3文字のアルファベットに置き換えた。
- アメリカ国務省からの文書等、原文が英文の場合はパラフレーズ処理なしに原文のまま打鍵していた。これは危険な行為である。
パラフレーズ原文の意味を崩さない程度に書き換えて暗号化すること。または、翻訳された文を回覧する際に書き換えておくこと。具体的には固有名詞を代名詞に言い換える、略語を用いる、文節を入れ替えるなどのテクニックがある。
- 句読点コードは、1939年にニューヨーク日本総領事館で米国に盗写された。ほとんど更新されなかったと見られる。
- 秘匿が重要目的ではなく、利便性や文字数の短縮が狙いと思われる。単語用コードには語呂合わせの痕跡が残る。
- 受信（翻訳）側は、通常のローマ字ではありえない綴りが現れたらコードと判別する。
- 仮に句読点コードが盗写されることなく定期的に更新され、英単語も変換の対象になっていれば、総合的にパープルの強度は高まる。

| コード | C             | L               | V               | X             | A           | I             | U         | E               | O             |
| ------ | ------------- | --------------- | --------------- | ------------- | ----------- | ------------- | --------- | --------------- | ------------- |
| FA     | Rep. Ind.     | 4th Rep.        | ホ              | (e)           | 1           | 漢字の 始まり | 閉括弧 」 | 外国語の 始まり | 挿入          |
| FI     | 仮名の 始まり | 1st Rep.        | 5th Rep.        | イ            | (d)         | 2             | code text |                 | 外国語の 終り |
| FE     | ⇔             | 仮名の 終り     | 2nd Rep.        | 6th Rep.      | ロ          | (c)           | 3         |                 |               |
| FO     | 極秘          | 館長符号 取扱い | 括弧 （         | 3rd Rep.      | 7th Rep.    | ハ            | (b)       | 4               |               |
| FY     | 第○電         | 至急            | 部外秘          | 閉括弧 ）     | 漢字の 終り | 括弧 「       | ＝        | (a)             | 5             |
| CF     | 中黒 ・       | アクセント '    | ウムラウト 付き | 第○電         |             |               |           |                 |               |
| LF     | 副段落 sub¶   | コンマ ,        | スペース        | ％            |             |               |           |                 |               |
| VF     | チルダ ~      | ブランク        | コロン ：       |               |             |               |           |                 |               |
| XF     | 第○電         | ％              |                 | セミコロン ； |             |               |           |                 |               |

| コード | CF               | LF            | VF                | XF        |
| ------ | ---------------- | ------------- | ----------------- | --------- |
| C      | 段落 ¶           |               | 引用 開始         | a         |
| L      | 番号付き段落     | 先頭は 大文字 | b                 | 引用 終り |
| V      | アポストロフィ ' | c             | ハイフン －       |           |
| X      | d                | 省略記号 .    | 複々段落 sub-sub¶ | スペース  |

| コード | 原語       |
| ------ | ---------- |
| BKW    | 米国       |
| BTN    | 別電       |
| DNP    | 電報       |
| HSN    | 方針       |
| GTS    | 月         |
| KMT    | 機密       |
| KNK    | 関係       |
| KNR    | 訓令       |
| KWM    | 極めて     |
| KYD    | 貴電       |
| PKR    | に於ける   |
| PTK    | に付いては |
| PYC    | 了         |
| PYT    | に於いて   |
| QRQ    | 予め       |
| RYW    | 了解       |
| SQS    | 差当り     |
| TLC    | 対応       |
| WDN    | 往電       |
| WMT    | を以って   |

| コード | 原語 |
| ------ | ---- |
| ZR     | 0    |
| BB     | 1    |
| DD     | 2    |
| MS     | 3    |
| YN     | 4    |
| RK     | 6    |
| SY     | 7    |
| HQ     | 8    |
| KZ     | 9    |
| JBB    | 11   |
| JDD    | 12   |
| JYN    | 14   |
| MJS    | 23   |
| RJK    | 26   |

#### 分割転置
1通の電文が長文の場合は2分割して前後を入れ替える事も有った。12月6日の東郷大臣発野村大使宛電報を例に示す
- 日本側原稿文

```
第九〇一号
一．政府に於いては十一月二十六日の米側提案に付慎重廟議を尽くしたる結果
対米覚書（英文）決定せり
二．右覚書は長文なる関係もあり全部接受せらるるは明日となるやも知れざるも
刻下の情勢は極めて機敏なるものあるに付右御受領相成りたることは差当り
最秘に付せらるる様致され度し
三．右覚書の米側に提示する時期に付いては追って別に電報すべきも右別電接到
の上は訓令次第何時にても米側に手交し得る様文章の整理其他予め万端の手配を
了し置かれ度し
```

- 原稿に必要な追記を行い、さらに2つに分割転置する（受信側にわかるように分割箇所と順番を記載）

```
三．右覚書の米側に提示する時期に付いては追って別に電報すべきも右別電接到
の上は訓令次第何時にても米側に手交し得る様文章の整理其他予め万端の手配を
了し置かれ度し 
22

第九〇一号　返電八四四号
一．政府に於いては十一月二十六日の米側提案に付慎重廟議を尽くしたる結果
別電九〇二号の対米覚書（英文）決定せり
二．右覚書は長文なる関係もあり全部（十四部に分割打電すべし）
接受せらるるは明日となるやも知れざるも刻下の情勢は極めて機敏なるもの
あるに付右御受領相成りたることは差当り最秘に付せらるる様致され度し 
21 終わり
```

- 句読点コードを適用しながらローマ字として入力する（注、ここでは改行とスペースが便宜上入れてある）。この時点で誤字脱字が発生する場合もある。

```
MS CFC MIGI OBOEGAKI WO BEIGAWANI TEJISURUJIKI PTK TEWA OTTE BETUNI DNP SUBEKIMO MIGI BTN SETTONO
UEWA KNR SIDAI ITUNITEMO BEIGAWANI SHUKO SIURUYO BUNSYONO SEIRI SONOTA QRQ BANTANNO TEHAIWO
RYC SIOKARETASI 
DD DD
 
FYC KZ ZR BB WDN HQ YN YN PKSI CCF 
BB CFO SEIFU PYT WA JBB GTS RJK HI NO BEIGAWATEIAN PTK SINCHOBYOGIWO TUKUSITARU KEKKA
BTN KZ ZR DD NO TAIBEI OBOEGAKI FOV EIBUN FYX WO KETTI SERI CCF
DD CFC MIGI BTN WA CHOBUN NARU KNK MOARI ZENBU FOV JYN BUNI BUNNKATU DADENNSUBESI FYX
SETUJYU SERARURUWA MYONITITO NARUYAMO SIREZARUMO KOKKA NO JOSEI KWM KIBINARU MONO
ARU PTK MIGI GOJURYO AINARITARUKOTOWA SQS GENPI NI FUSERARURU YO ITASARETASI 
DD BB OWAR
```

#### 受信側の清書
- 受信した大使館の暗号機から印字されるのは以下の通りで、これを判読して清書する。米国務省宛ての英文覚書も同様であり、パープル暗号機から印刷された翻訳文は、そのまま手交できる代物ではない。

```
MSCFCMIGIOBOEGAKIWOBEIGAWANITEJISURUJIKIPTKTEWAOTTEBETUNIDNPSUBEKIMOMIGIBTNSETTONOU
EWAKNRSIDAIITUNITEMOBEIGAWANISHUKOSIURUYOBUNSYONOSEIRISONOTAQRQBANTANNOTEHAIWORYCSI
OKARETASIDDDDFYCKZZRBBWDNHQYNYNPKSICCFBBCFOSEIFUPYTWAJBBGTSRJKHINOBEIGAWATEIANPTKSI
NCHOBYOGIWOTUKUSITARUKEKKABTNKZZRDDNOTAIBEIOBOEGAKIFOVEIBUNFYXWOKETTISERICCFDDCFCMI
GIBTNWACHOBUNNARUKNKMOARIZENBUFOVJYNBUNIBUNNKATUDADENNSUBESIFYXSETUJYUSERARURUWAMYO
NITITONARUYAMOSIREZARUMOKOKKANOJOSEIKWMKIBINARUMONOARUPTKMIGIGOJURYOAINARITARUKOTOW
ASQSGENPINIFUSERARURUYOITASARETASIDDBBQWARI
```

### 暗号機本体
暗号化と復号は、各文字が母音か子音かによって、次の2種類に分けて行われた。
6字側 (Sixes)
母音 A,E,I,O,U,Y
20字側 (Twenties)
子音 B,C,D,F,G,H,J,K,L,M,N,P,Q,R,S,T,V,W,X,Z
機構の概要を示す。

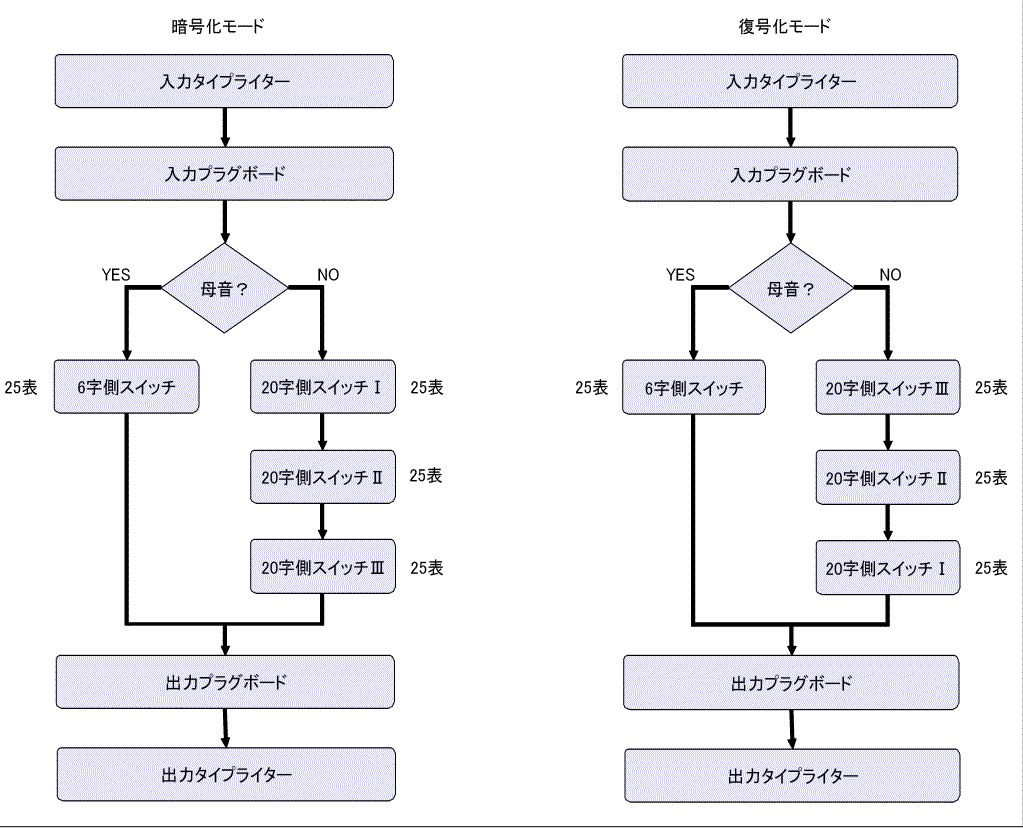
パープル暗号機の模式図

- 暗号機は入出力用タイプライター、プラグボード、ロータリーラインスイッチ、スイッチ駆動制御から構成される。
- 暗号化と復号の切替えは、ロータリーラインスイッチ通過方向を電気的に切り替えて行う。
- 原字×プラグ（原字がプラグボードを通過した結果）が母音 (A,E,I,O,U,Y) の場合は 6字側スイッチを通過する。
暗号化暗字 = 原字 × プラグ × スイッチ6 × プラグ-1
復号原字 = 暗字 × プラグ × スイッチ6-1 × プラグ-1
- 原字×プラグが子音の場合は 20字側スイッチを通過する。
暗号化暗字 = 原字 × プラグ × スイッチI20 × スイッチII20 × スイッチIII20 × プラグ-1
復号原字 = 暗字 × プラグ × スイッチIII20-1 × スイッチII20-1 × スイッチI20-1 × プラグ-1

#### タイプライター
- 入力はキーボード形式。
- 出力は電動タイプライターによる自動印字。黒沢商会の国産タイプライター「スミス」を利用した。

#### プラグボード
- 暗号強度を上げるためにプラグボードが設定され、配線規約の理論総数は26!=4.03ｘ1026である。
- パープルは運用開始時からArtificial wordsにこだわらなかったが、暗号機自体はレッド暗号と同様にArtificial words対応仕様になっていた。つまりプラグボード規約を母音-母音に限定指示するだけで容易にArtificial wordsが暗号文として出力される。
- プラグボードは入力側と出力側で2つあり、双方の配線は共通規約（逆の配線）にするように指定されていた。
  - 例えば、入力側プラグボード規約が次のとおりの場合
    - キーボードからの入力
      - NOKTYUXEQLHBRMPDICJASVWGZF

    - スイッチへの出力
      - AEIOUYBCDFGHJKLMNPQRSTVWXZ

  - 出力側プラグボード規約は次のとおりに指定する。
    - スイッチからの入力
      - AEIOUYBCDFGHJKLMNPQRSTVWXZ

    - タイプライターへの出力
      - NOKTYUXEQLHBRMPDICJASVWGZF
- 明らかにプラグボードは単換字でしかなく、パープルの心臓部であるスイッチ換字がなければ暗号強度には全く寄与しない。
- 2つのプラグボードを共通規約（互いに逆）にしたのは、作業利便性を意図したと考えられる。もし異なる規約にすると、暗号強度が向上する反面、暗号化 - 復号を切り替えるたびに計52本のプラグコードを総入れ替えする必要がある。共通規約にしておけば、プラグボードを変更せずに、1台の暗号機で暗号化と復号ができる。

#### ロータリーラインスイッチ
- 多表の切替えは、自動電話交換機用バーネー式ロータリーラインスイッチ (stepping switches) を電動駆動した。
- レッド暗号では多数の電気接点が頻繁に接触不良を起こしたので接点掃除が必須であった。そこで田辺技師の助手である鈴木恵吉技師はロータリーラインスイッチに着目した。
- 多数のワイパー（回転端子）を同期駆動させた場合、絶縁ベークライトが湿度により厚さが変わるのでワイパーがバラバラになる欠点があった。そこでワイパーを角孔化したり、複数のスイッチを同軸結合させる工夫をした。

6字側スイッチ (A,E,I,O,U,Y)
25の互いに無関係な多表（固定配線）を1段だけ。
20字側スイッチ (B,C,D,F,G,H,J,K,L,M,N,P,Q,R,S,T,V,W,X,Z)
25の互いに無関係な多表（固定配線）を切り換えるスイッチ (I, II, III) を3段に組み合わせた。
スイッチの順序は固定されていて、暗号化時は I→II→III であり、復号時は III→II→I だった。

#### スイッチ駆動制御
各スイッチは一方向だけに1段階ずつ回転し、逆転機能はない。

##### 6字側スイッチ
換字する文字が6字側・20字側のどちらであっても、6字側スイッチは1文字を換字するごとに1段階進み、その周期は25字である。

##### 20字側スイッチ
20字側の3つのスイッチ (I, II, III) に6通りの駆動モードを設定した。換字する文字が6字側・20字側のどちらであっても、1文字を換字するごとに I, II, III のうち1つだけが1段階進む。
| 駆動 モード | 20字側スイッチ | 20字側スイッチ | 20字側スイッチ |
| 駆動 モード | I              | II             | III            |
| ----------- | -------------- | -------------- | -------------- |
| 1           | 高速           | 中速           | 低速           |
| 2           | 高速           | 低速           | 中速           |
| 3           | 中速           | 高速           | 低速           |
| 4           | 中速           | 低速           | 高速           |
| 5           | 低速           | 高速           | 中速           |
| 6           | 低速           | 中速           | 高速           |

従来、パープル暗号機のスイッチはオドメーター（距離計）のように駆動し、その周期は25×25×25=15,625字とされてきた。しかし、実際はやや複雑である（詳細は付表2.を参照）。
1. 中速に指定されたスイッチは、6字側が第25表→第1表に進むときに連れ回りして1段階進む。
2. 低速に指定されたスイッチは、中速が第25表→第01表に進む1文字前に1段階進む。
3. 高速に指定されたスイッチは、中速または低速が進まない場合に1段階進む。

### 鍵規約
- パープル暗号用には2つの暗号書があった。
  1. 「暗号書 甲」は一般的な操作要領書。
  2. 「暗号書 乙」はロータリーラインスイッチとプラグボードの設定指示書。

#### ロータリーラインスイッチ規約
- 120通り（後に240通り）の開始位置が指定され、暗号員はランダムに開始位置を選ぶ。
- 各開始位置には5桁の開始符があり、これに秘匿処置を行った。例として1941年12月7日に第14部送信に用いた15739の場合は、
  1. まず15739を転置処理して59317にする。
  2. さらに毎月変更の鍵数字を算術加算する。例えば12月は03210なので59317+03210=62527を電文冒頭に打電する。

#### プラグボード規約
- 暗号書には50ページに各20行の配線が記載され、計1,000通りの配線が指示されていた。
- 送信日が同じであれば、各国の在外公館は共通の配線規約である。
- なお暗号書に印刷された配線をさらに転置処理して使用した。転置規約は運用時期によって異なる。
- 例として1941年12月6日送信の配線規約を以下に示す。
  1. 送信月と送信日の数字を合計してそのページを開く（12月6日ならば12+6=18ページ）
  2. そのページの最下行から送信日の数字だけさかのぼる（6日なら6行分、なお21 - 31日のときは1 - 11行とする）
  3. 選ばれるのは下から6行目になる。
SUQDIAKXZVYGMLOJRENFWPTHBC
  4. 別途指示された転置鍵を下に書き出す。
19,15,07,23,11,02,08,18,03,14,24,25,17,13,22,04,05,26,16,06,1,10,21,12,09,20
  5. 鍵の順番に暗号書の配線を並べ替える。

| 番号         | 01 | 02 | 03 | 04 | 05 | 06 | 07 | 08 | 09 | 10 | 11 | 12 | 13 | 14 | 15 | 16 | 17 | 18 | 19 | 20 | 21 | 22 | 23 | 24 | 25 | 26 |
| ------------ | -- | -- | -- | -- | -- | -- | -- | -- | -- | -- | -- | -- | -- | -- | -- | -- | -- | -- | -- | -- | -- | -- | -- | -- | -- | -- |
| 暗号書の配線 | S  | U  | Q  | D  | I  | A  | K  | X  | Z  | V  | Y  | G  | M  | L  | O  | J  | R  | E  | N  | F  | W  | P  | T  | H  | B  | C  |
| 当日の転置鍵 | 19 | 15 | 07 | 23 | 11 | 02 | 08 | 18 | 03 | 14 | 24 | 25 | 17 | 13 | 22 | 04 | 05 | 26 | 16 | 06 | 01 | 10 | 21 | 12 | 09 | 20 |
| 使用する配線 | N  | O  | K  | T  | Y  | U  | X  | E  | Q  | L  | H  | B  | R  | M  | P  | D  | I  | C  | J  | A  | S  | V  | W  | G  | Z  | F  |

### 鍵規約数の理想と実態
- 実際に使用した鍵は、理論最大値のわずか 1.27 × 10-28 に過ぎない（下記2値の比）。

#### 理論的な鍵規約数
プラグボード
26! = 約4.03×1026通り
ロータリーラインスイッチ開始位置
25表のスイッチが4個（母音が1、子音が3）で、25ｘ25ｘ25ｘ25=390,625通り
ロータリーラインスイッチの駆動モード
6通り
総鍵規約数（理論）
計 26!×25×25×25×25×6=9.45×1032通り

#### 実際の鍵規約数
プラグボード
1,000通り
ロータリーラインスイッチ開始位置および駆動モード
120通り（後に240通り）
総鍵規約数（実際）
計 1,000×120=120,000通り（運用後半は240,000通り）

#### 高木貞治博士の試算
田辺技師らはパープル暗号機の強度評価を東京大学の数学者、高木貞治博士に依頼した。高木博士の「兆以上の変化があることは間違いないが、それ以上の正確な計算はちょっと出ない」と回答。海軍は暗号解読を知らない数学者の評価を頼りに暗号機を正式採用したわけである。

## パープル暗号電文の翻訳（復号）例

### 暗号文

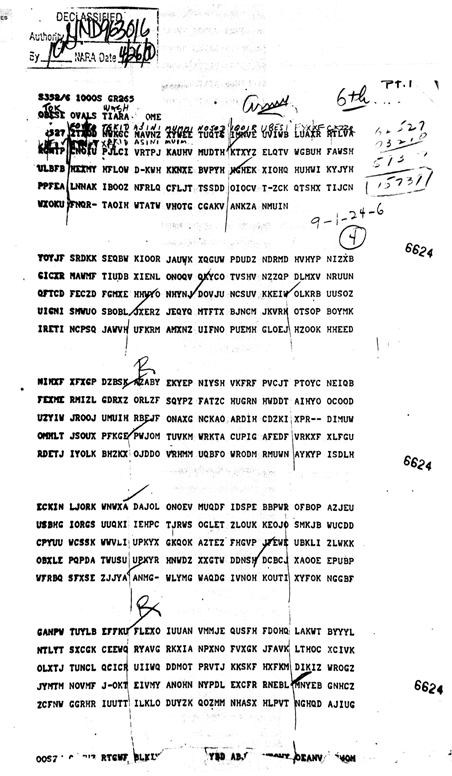
傍受された電報。タイプ文字が暗号文

- 1941年12月7日、東京→ワシントン間のパープル暗号電文（14部中の第1部）における米国側翻訳を例に挙げる。
- 傍受された暗号文冒頭（216文字分、?は脱字）

```
ZTXOD NWKCC MAVNZ XYWEE TUQTC IMNVE UVIWB LUAXR RTLVA RGNTP
CNOIU PJLCI VRTPJ KAUHV MUDTH KTXYZ ELQTV WGBUH FAWSH ULBFB
HEXMY HFLOW D?KWH KKNXE BVPYH HGHEK XIOHQ HUHWI KYJYH PPFEA
LNNAK IBOOZ NFRLQ CFLJT TSSDD OIOCV T?ZCK QTSHX TIJCN WXOKU
FNQR? TAOIH WTATW V（以下略）
```

### 鍵規約
- プラグボード　当日の配線は、次のとおり。

```
キーボードからの入力  ｜NOKTYUXEQLHBRMPDICJASVWGZF
スイッチへの出力      ｜AEIOUYBCDFGHJKLMNPQRSTVWXZ
スイッチからの入力    ｜AEIOUYBCDFGHJKLMNPQRSTVWXZ
タイプライターへの出力｜NOKTYUXEQLHBRMPDICJASVWGZF
```

- 各スイッチの開始位置と駆動モードは、次のとおり。

| スイッチ          | 開始位置 | 駆動モード |
| ----------------- | -------- | ---------- |
| 6字側スイッチ     | 09       | ―          |
| 20字側スイッチI   | 01       | 低速       |
| 20字側スイッチII  | 24       | 高速       |
| 20字側スイッチIII | 06       | 中速       |

### 紙とペンによる翻訳例
- 冒頭20文字分のワークシートを示す。
  1. スイッチ開始位置を1行目に記入し、その下は駆動制御ロジックに従って埋めていく。17→18文字目で20字側スイッチIII（中速）が6字側スイッチと連動駆動し、そのとき高速スイッチは駆動が保留されていることに注意。
  2. プラグ変換表（キーボード→スイッチ）を見て暗字を変換する。
  3. 母音 (A,E,I,O,U,Y) かどうかを確認し、
    - 母音のときは、6字側の換字表（翻訳用）を見て変換する。
    - 子音のときは、20字側III → 20字側II → 20字側I の順に換字表（翻訳用）を見て変換する。（詳細は付表1.を参照）

  4. 最後にプラグ変換表（スイッチ→タイプライター）を見て原字を得る。

|          | 6字側 スイッチ 位置 | 20字側スイッチ位置 | 20字側スイッチ位置 | 20字側スイッチ位置 | 暗字 | プラグ ボード 変換 | 6字側 変換 | 20字側変換 | 20字側変換 | 20字側変換 | プラグ ボード 逆変換 | 原字 |
| III 中速 | 6字側 スイッチ 位置 | II 高速            | I 低速             | III                | 暗字 | プラグ ボード 変換 | 6字側 変換 | II         | I          |            | プラグ ボード 逆変換 | 原字 |
| -------- | ------------------- | ------------------ | ------------------ | ------------------ | ---- | ------------------ | ---------- | ---------- | ---------- | ---------- | -------------------- | ---- |
| 01       | 09                  | 06                 | 24                 | 01                 | Z    | Z→X                |            | X→B        | B→X        | X→Z        | Z→F                  | F    |
| 02       | 10                  | 06                 | 25                 | 01                 | T    | T→O                | O→E        |            |            |            | E→O                  | O    |
| 03       | 11                  | 06                 | 01                 | 01                 | X    | X→B                |            | B→Q        | Q→P        | P→T        | T→V                  | V    |
| 04       | 12                  | 06                 | 02                 | 01                 | O    | O→E                | E→O        |            |            |            | O→T                  | T    |
| 05       | 13                  | 06                 | 03                 | 01                 | D    | D→M                |            | M→W        | W→D        | D→R        | R→A                  | A    |
| 06       | 14                  | 06                 | 04                 | 01                 | N    | N→A                | A→O        |            |            |            | O→T                  | T    |
| 07       | 15                  | 06                 | 05                 | 01                 | W    | W→V                |            | V→F        | F→D        | D→R        | R→A                  | A    |
| 08       | 16                  | 06                 | 06                 | 01                 | K    | K→I                | I→I        |            |            |            | I→K                  | K    |
| 09       | 17                  | 06                 | 07                 | 01                 | C    | C→P                |            | P→M        | M→T        | T→N        | N→I                  | I    |
| 10       | 18                  | 06                 | 08                 | 01                 | C    | C→P                |            | P→M        | M→G        | G→M        | M→D                  | D    |
| 11       | 19                  | 06                 | 09                 | 01                 | M    | M→K                |            | K→V        | V→D        | D→R        | R→A                  | A    |
| 12       | 20                  | 06                 | 10                 | 01                 | A    | A→R                |            | R→X        | X→S        | S→S        | S→S                  | S    |
| 13       | 21                  | 06                 | 11                 | 01                 | V    | V→T                |            | T→S        | S→T        | T→N        | N→I                  | I    |
| 14       | 22                  | 06                 | 12                 | 01                 | N    | N→A                | A→A        |            |            |            | A→N                  | N    |
| 15       | 23                  | 06                 | 13                 | 01                 | Z    | Z→X                |            | X→B        | B→T        | T→N        | N→I                  | I    |
| 16       | 24                  | 06                 | 14                 | 01                 | X    | X→B                |            | B→Q        | Q→N        | N→K        | K→M                  | M    |
| 17       | 25                  | 06                 | 15                 | 01                 | Y    | Y→U                | U→Y        |            |            |            | Y→U                  | U    |
| 18       | 01                  | 07                 | 15                 | 01                 | W    | W→V                |            | V→Z        | Z→T        | T→N        | N→I                  | I    |
| 19       | 02                  | 07                 | 16                 | 01                 | E    | E→C                |            | C→J        | J→N        | N→K        | K→M                  | M    |
| 20       | 03                  | 07                 | 17                 | 01                 | E    | E→C                |            | C→J        | J→T        | T→N        | N→I                  | I    |

### 句読点コード処理
- 翻訳文をまずローマ字部分と句読点コードに分かち書きする。

```
FOVTA TAKID ASINI MUIMI NOMOX IWOIR UBESI FYXXF CKZZR DXOOV
BTNFY XFAEM EMORA NDUMF IOFOV OOMOJ IBAKA RIFYX RAICC YLFCB
BCFCT HEGOV E?NME NTOFJ APANL FLPRO MPTED BYAGE NUINE DESIR
ETOCO METOA NAMIC ABLEU NDERS TANDI N?WIT HTHEG OVERN MENTO
FTHE? NITED STATE S （以下略）
```

```
FOV TATAKIDASI NI MUIMI NO MOXI WO IRU BESI FYX XFC KZ ZR DX OOV
BTN FYX FAE MEMORANDUM FIO FOV OOMOJI BAKARI FYX RAI CCY LFC BB
CFC THE GOVE?NMENT OF JAPAN LFL PROMPTED BY A GENUINE DESIRE TO
COME TO AN AMICABLE UNDERSTANDIN? WITH THE GOVERNMENT OF THE ?NITED STATES
```

- 句読点コードの原語を当てはめる。必要に応じて脱字判読 (?→V、?→U) や誤字修正 (MOXI→MOJI、CCY→CCF、DX→DD) を行う。

```
FAE : 外国語の始まり
FIO : 外国語の終わり
FOV : ( 
FYX : ）
XFC : 第○号電 
BTN : 別電
CCF : ¶ {段落}    
LFC : ¶¶{副段落}    
CFC : ピリオド 
LFL : コンマ
KZ : 9    ZR : 0    DD : 2    BB : 1 
```

### 清書
- 最後に清書を行えば、13時にコーデル・ハル米国務長官に手交する予定だった原稿が現れる。

```
（タタキダシニムイミノモジヲイルベシ）
第902号電（別電） 
MEMORANDUM
¶ 
¶¶ 1 . The government of Japan, prompted by a genuine
desire to come to an amicable understanding with the government of
the United States
```

- なお電文冒頭の“（タタキダシニムイミノモジヲイルベシ）”は、明らかに大使館宛て本文ではなく、電文起草者が送信側暗号員に指示した内容である。本来は暗号員が代わりに適当な乱字を挿入してから暗号化すべきところを“文字どおり”に打鍵したと考えられる。このような横着をする暗号員は、暗号解読者にとって“金の卵を産む鶏”である。

## パープル解読に対する諸説
戦後から半世紀近い現在でも日本国内では諸説が入り乱れている。ここでは＊印の説を採用する。

### パープルの設計について
エニグマの改良説
古い文献では国内外を問わず記述されてきた。エニグマの写真に対して九七式暗号機の注釈を付けるなどの混乱が生じている。また暗号機イラストがローター（円盤）式を示唆する文献もある。なお実際にエニグマを参考に作られたのは三式換字機（グリーン暗号）である。
日本独自の設計説*
加藤正隆、長田順行らの著書で主張されてきたロータリーラインスイッチを用いた機構である。

### アメリカの解読方法について
国内もしくは海外公館で暗号機を盗写された説
旧軍関係者の文献では根強く主張されている。パープル暗号は理論的に解読不能であるとの意見が多い。つまり理論解読が不可能だから盗むしか有り得ないという論理である。但し、シンガポールの日本領事館にパープル暗号機が送付された際、暗号解読で船名まで知った英国解読グループは地元警察の協力で暗号機の盗写を試みたが、シンガポール総督の強い反対によって計画が流れた事はあるので盗む事自体は禁じ手では無かった。
暗号機のアウトラインは盗写、配線等は統計的に解析された説
開発者の田辺技師は「九七式の場合も設計図が盗まれたような事実はまったくなかった。･･･ 欧州あたりの大公使館で盗み撮りした現物写真で構造を知って、傍受した暗号の統計から割り出し、模造したものではないかと思える」とコメントしている。
現物を見ずに理論的に解読された説*
加藤正隆、長田順行らの著書で主張され、解読した当事者の著書もこれを裏付けている。

### 母音と子音の分離換字について
母音と子音の換字が分離されていたかどうかは、パープルが実際に理論解読できるか否かに関わる重要事項である。レッド暗号の安全性の項目を参照。
分離なし説
加藤正隆、長田順行らの著書ではコーラル暗号と同様に26字が均等に換字される機構を説明している。
分離あり説*
1985年に初めてCipher A. Deavours, Louis Kruhらの著書に記述された。いわゆる"Sixes & Twenties"（6字側と20字側）である。コーラル暗号に比べて著しく強度が低下する暗号となるこの説は、ほとんど国内文献では扱っていない（2004年時点）。しかし、この説はアメリカ国家安全保障局のオフィシャルページでも公表され、海外ではこの説に従ったパープル暗号機のシミュレートソフトも配布されている。
暗号化アルゴリズムとその理論解読法については、Wes Freeman らの論文やAlan G. Konheimの著書が詳しい。
また米海軍資料であるR.I.P.77 CHANGE 4 - INSTRUCTIONS FOR M-5 (ORANGE DIPLOMATIC) "B" MACHINE - ARMY PURPLE MACHINEにはパープルの運用解析がまとめられている。

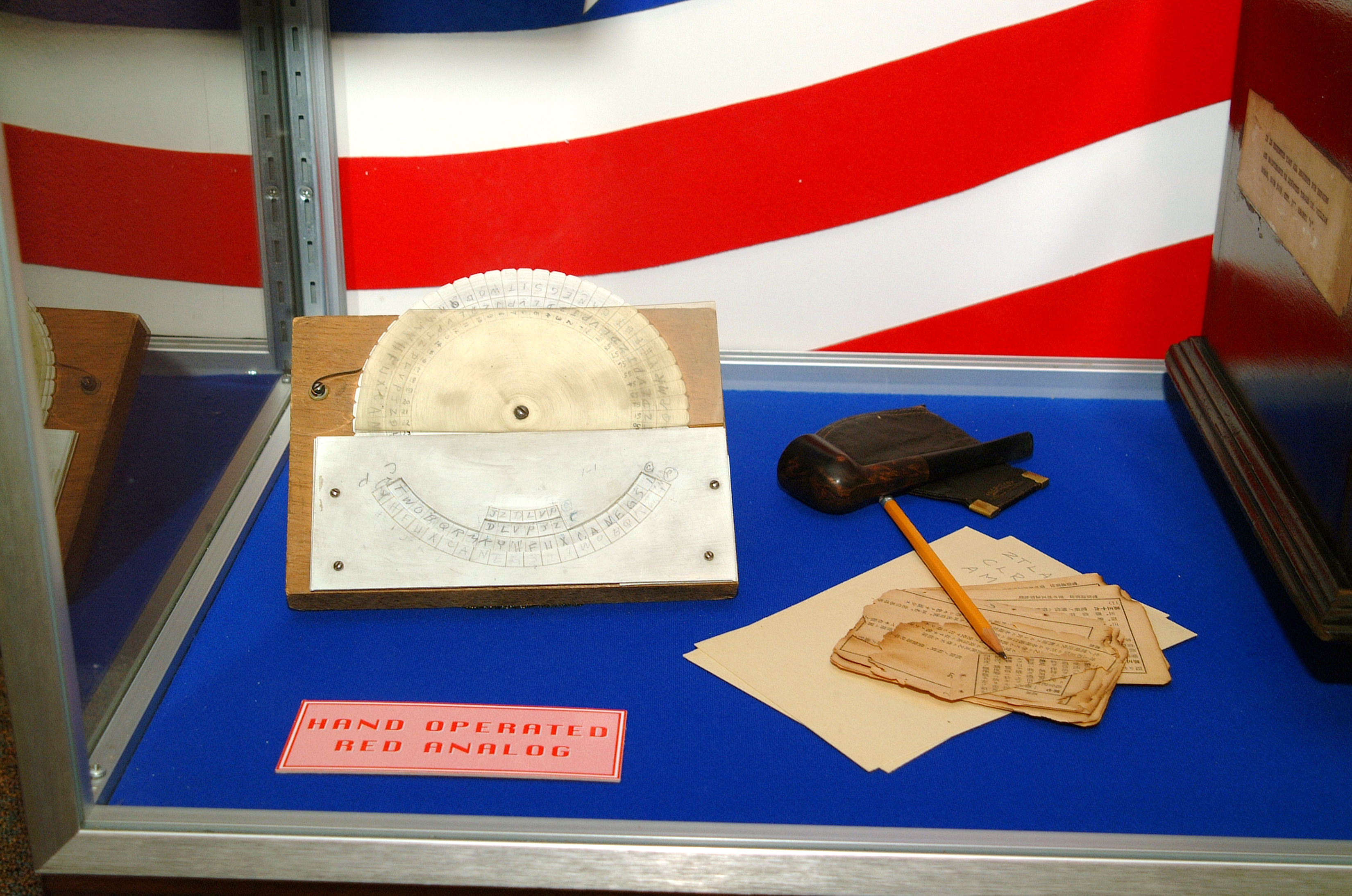
手動式のレッド模造機

さらに海軍技術研究所によれば、前世代機である九一式印字機の海外用（欧文）を海外電報料金削減を目的として二重式にしたとある。欧文用印字機は暗号強度を犠牲にして電報料金の安いartificial words（母音 - 子音分離換字）仕様とする方針が当時からあった。またアメリカ国家安全保障局の博物館には手動式のレッド模造機が展示されており、これも6字と20字に分かれた二重式のスライド多表である。

## パープル暗号の特徴
パープルは同世代の暗号機に比べてユニークな特徴が有り、それが長所や短所にもなった。いずれの暗号機も人が紙とペンで出来る暗号化作業を省力化しただけである。

### 多表切り替え法による比較
機械的な方法で多数の換字表（多表）を作る方法は大別して2種類ある。

#### 順変多表式
- 多数の換字表を作り出して逐次使用していく方式。多表自体が鍵の一部であり、多表の秘匿は重要である。
- 暗号機が盗まれにくい環境、政府公館や軍司令部での運用に適している。
- パープル暗号はレッド、コーラル、ジェイドそしてエニグマと同様にこの形式である。

#### 乱変多表式
- 少数一定の換字表を作り、不規則な順序（擬似ランダム）に使用する方式。多表は利便性のある公知なものでもよい（例えばヴィジュネル暗号）。
- 鍵となる多表の使用順序を適時更新すれば敵が同じ機械を持っていても、あるいは市販の暗号機でも構わない設計とも言える。
- 暗号機が盗まれるリスクのある前線部隊での運用に適している。
- ハーゲリンマシン（例えばM-209暗号）、ワンタイムパッド、バーナム暗号はこの形式である。

### 多表の生成法による比較
順変式暗号機において、稼動部品が同じ“ロータ”という名称で呼ばれることが多いが、パープルのものは、エニグマやレッド暗号のロータとは性質が異なる。稼動部品の呼び名や外観の違いではなく、それぞれが生み出す多表の相対関係に注目して分類、比較すべきである。以下ではパープルのものを“ロータリーラインスイッチ、ステッピングスイッチ（英語）”と呼んで区別する。

#### レッド（ハーフロータ）
- 要するにスライド（ディスク）式多表である。
- 最も原始的な多表生成法であり、多表の1表が解析されたら残りの表もすべて露見する。

#### エニグマ（ロータ、鼓胴、ドラム）
- 仮にアルファベット26字を扱うならば、1個のロータが生み出す多表は26表である。
- スライド式のように単純ではないが、それでも多表内の各表は互いに関係をもっている（斜行特性）

#### パープル（ロータリーラインスイッチ）
- 電話交換機で入線を25回線分岐するスイッチを利用した。よって1個のスイッチが生み出す多表は25表である。しかし仮に35回線用スイッチを用いれば35表となり、多表の種類数は扱うアルファベット（欧文、仮名文）に影響されない。
- より重要なのは各多表がまったく無関係に設計できることである。例えばロータリーラインスイッチで任意のロータ換字を100%模倣できるが、その逆は無理である。
- 電気機械式暗号機としては前例を見ないが理論上では当時でも目新しい物ではない。例えば1930年代にフランスで市販された手動式暗号器である"transpositeur à permutations secrètes"も同じ暗号形式である。
- この暗号形式は米陸軍の暗号解読テキスト[19]によれば"Repeating-key systems with unrelated alphabets"として分類される。同書では"automatic dialing telephone systems"を利用した仮想暗号機"ZEN-40"を例題として取り上げている。プラグボードを使用し、開始符にて25表の開始位置を変化させる"ZEN-40"はパープル暗号機を暗示している。

### 換字制限による比較
一般に多表では各文字が均等に換字されることを目指している。しかし事情により換字に制限が有る暗号機があり、利便性と引き換えに解読されやすくなった。

#### 換字制限の無いもの（一般的）
- M-209やコーラル暗号はいかなる原字もいかなる暗字に換字される（逆も然り）。特に事情が無い限り換字式暗号はこの方式が採用される。

#### 同じ文字には換字できないもの
- 反転ローターを持つエニグマが有名である。例えば"A"は決して"A"に換字される事は無いので、これを利用したクリブの当て嵌め法がエニグマ解読に利用された。

#### 特定の文字間でのみ換字されるもの
- レッド、パープルがこれに相当する。実際にはプラグボードを併用しているので、見かけ上は換字制限が無いように見える。
- これらは海外への電報料金削減を目的に、母音は母音に換字できるように設計したのが原因である。
- 換字相手を制限したため、やはりクリブの当て嵌めが容易になる。

### プラグボードの有無
プラグボードは、機械式暗号の中でも電気回路を利用した暗号化を行う電気機械式暗号に用いるアタッチメントである。後付し易く、簡単な構造で鍵規約数を膨大に増加できる。なおプラグボード自体は単一換字式暗号を行うだけで単体使用は実用上ありえない。

#### プラグボード無し
- 初期のエニグマ（商用）やシガバが相当する。
- 不要と判断された理由は2通り考えられるが、いずれにせよ設計者の解読能力や経験に寄る所が大きい。
  1. プラグボード無しでも十分強度がある。
  2. プラグボードは頼りにならないので、心臓部の換字機能を強化して対応する。

#### プラグボード有り
- レッド、パープル、後期のエニグマ（軍用）が相当する。
- ドイツは商用エニグマの解読に自ら成功した結果、プラグボードを追加した。
- パープルでは全体で9.45×1032通りの鍵規約数の内、4.03×1026通りをプラグボードが担っている。
- 外務省では送信毎にプラグを抜き挿しする事が面倒なために、1日にごとに規約を変更していた。つまり同じ送信日では鍵規約数が2,343,750通りに低下した。

## パープルの弱点
パープルの弱点はいろいろ有ったが、致命的なのはレッド暗号と同様に6字と20字に分けて換字したことである。

### 6字側の頻度分布
- 14部の第1部の原文単文字頻度（1285文字）を以下に示す。原文の殆どを占める英文の単文字頻度に近い。

```
E:11.75% ***********
T:10.74% **********
A:08.79% ********
N:07.78% *******
I:06.93% ******
O:06.69% ******
R:05.37% *****
S:05.14% *****
C:04.44% ****
H:04.05% ****
F:03.81% ***
L:03.04% ***
D:02.65% **
M:02.65% **
P:02.10% **
V:01.87% *
U:01.71% *
B:01.56% *
Y:01.56% *
G:01.25% *
W:01.25% *
J:00.86%
X:00.78%
K:00.62%
Z:00.39%
Q:00.08%
```

- これを暗号化した後の頻度分布は以下のようになるがOやKが高頻度である。

```
O:06.38% ******
K:05.45% *****
U:04.98% ****
N:04.75% ****
I:04.44% ****
H:04.28% ****
T:04.20% ****
E:04.12% ****
F:03.89% ***
W:03.89% ***
D:03.81% ***
R:03.66% ***
X:03.66% ***
A:03.58% ***
M:03.42% ***
L:03.35% ***
Y:03.35% ***
C:03.27% ***
J:03.19% ***
Z:03.11% ***
P:03.04% ***
V:03.04% ***
B:02.96% **
G:02.96% **
S:02.65% **
Q:02.41% ** 
```

- さらに第1部 - 7部（7830字）全体では6字側であるO,T,K,U,N,Yが頻度上位に集まっている。この現象は6字側相互で単文字頻度が再分配され、高頻度の母音が含まれていた為である。

```
O:05.39% *****
T:04.90% ****
K:04.88% ****
U:04.84% ****
N:04.69% ****
Y:04.32% ****
E:04.02% ****
D:03.91% ***
H:03.88% ***
I:03.81% ***
G:03.77% ***
W:03.74% ***
L:03.67% ***
V:03.64% ***
F:03.63% ***
Z:03.63% ***
B:03.60% ***
M:03.51% ***
J:03.44% ***
A:03.42% ***
C:03.41% ***
X:03.40% ***
S:03.28% ***
R:03.18% ***
P:03.03% ***
Q:03.03% ***
```

### クリブの当てはめ
- 比較的長いクリブをパープル暗号文中に当てはめる技法を説明する。なおエニグマ、コーラル、ジェイド暗号を含め当時の主要暗号機は、26字を分離なしに換字するのでこの技法は適用できない。

暗号文
WNQORLHUERJOZETNOXUWAOOGTFVXOWNSDGREHMAPKCYABCCSNEOPZUYJNDQCXGKQWLLOUYIBFQGUGRPQ…
仮定語
the government of the United States regarding the adjustment and advancement of japanese
クリブ（仮定語そのまま）
THEGOVERNMENTOFTHEUNITEDSTATESREGARDINGTHEADJUSTMENTANDADVANCEMENTOFJAPANESE
- 先頭から重ねて上下のペアをチェックする。cribが正しく重なっていれば、W-Tのペアは6字側または20字側のどちらかのグループに含まれるはずである。同様にT-Sも同じペアであるから、W-T-Sは同じグループに属す。

```
W
NQORLHUERJOZETNOXUWAOOG
T
FVXOWNSDGREHMAPKCYABCCSNEOPZUYJNDQCXGKQWLLOUYIBFQGUGRPQ

T
HEGOVERNMENTOFTHEUNITED
S
TATESREGARDINGTHEADJUSTMENTANDADVANCEMENTOFJAPANESE
```

この推論を続けると以下の系統図が得られ、26字すべてが同じグループになる。6字と20字に分かれないので、この重ね位置は棄却される。
```
              Q     Y     F
              |     |     |
H-K-M-N-W-T-X-E-D-G-A-V-L-O-R-U-C-S-T-P-I
          |                   |
　　      Z                   J-B
```

- 1文字ずらして重ねて合せた場合も26字は1つのグループとなるので、この重ね位置も棄却される。

```
WNQORLHUERJOZETNOXUWAOOGTFVXOWNSDGREHMAPKCYABCCSNEOPZUYJNDQCXGKQWLLOUYIBFQGUGRPQ
 THEGOVERNMENTOFTHEUNITEDSTATESREGARDINGTHEADJUSTMENTANDADVANCEMENTOFJAPANESE
```

```
  R-G   V   W
    |   |   |
D-B-P-N-T-E-U-C-H-Q-M-J-Y
      | | | |       |
      X Z K F-S   A-I-O-L
```

- 2文字分ずらした場合も同様に棄却される（詳細は略す）
- 3文字の場合は、6字側 (KONTUY) と20字側 (ABCDEFGHIJ_LM__PQRS__VWX_Z) のグループに分かれる。よって、この位置でcribが正しく重ね合わさっていること、さらに6字のグループがK,O,N,T,U,Yであることも推定される。この方法は、暗号文が短いために統計的に6字側を判定できない場合に効果がある。

```
WNQORLHUERJOZETNOXUWAOOGTFVXOWNSDGREHMAPKCYABCCSNEOPZUYJNDQCXGKQWLLOUYIBFQGUGRPQ 
   THEGOVERNMENTOFTHEUNITEDSTATESREGARDINGTHEADJUSTMENTANDADVANCEMENTOFJAPANESE
```

```
Y-O-T-N-K
    |
    U
```

```
    B           W
    |           |
  A-J-S-X-F-I-G-H-R-E-L-M-Z 
        |
P-Q-C-D-V
```

- もし外務省が冠詞の"the"を省略したり、"United States"をコード化すると、クリブの当てはめが困難になる。

## 解読の経緯

### 6字側スイッチ (Sixes) の攻略
- 1938年末、レッド暗号を解読していたSISは「通信エキスパートであるOkamotoなる人物」が暗号機B型を携えて渡航していることをつかむ。
- 1939年に米陸軍情報部 (SIS) は元数学教師であるFrank B. Rowlettが率いる7人のパープル解読チームを立ち上げた。
Assistant CryptanalystRobert O. Ferner
Junior CryptanalystAlbert W. Small, Genevieve Grotjan, Samuel S. Snyder
Cryptographic SpecialistsCryus C. Sturgis Jr., Kenneth D. Miller, Glenn S. Landig
- パープル暗号を解析したSISはレッド暗号と同様に文字A - Zを6字と20字に分けて換字していることに気付く。ただし、パープルの6字側 (Sixes) は母音とは限らなかった。
- レッド暗号の解読で母音の6字側を先に攻略して成功した経験から、パープル暗号も6字側から取り組んだ。
- 暗号文の単文字頻度から6字側は20字側に比べて頻度が異様に高いか、または低かったので区別がついた。
- 紙と鉛筆による6字側の解析が進むにつれて、25表の多表換字であることが判明した。25表間のしかけまではわからなかったが、英字6字は25表に均等に散りばめられていた。
- 1939年4月には、25の多表（配線）がすべて明らかになった。

### 対照平文の利用
- 謎の20字側多表 (Twenties) を攻略するために、人員を拡大したSISは2つのアプローチを試みる。
  1. 可能な限りの傍受暗号文に対して解明済みの6字側を埋めて残りの部分を「作文」してみる。意味がつながれば、20字側の多表が断片的に推定できる。作文には日本語学者の協力が必要だった。
  2. さらに対照平文が入手できた場合は、6字側と20字側の原字も容易に推定できた。対照平文の入手方法は主に2通りあった。
    - パープル暗号とレッド暗号の双方で暗号化された電文を比較検討する（大使館 - 公使館の間では、レッド暗号が引き続き使用されていた）。
    - 日本大使館は、米国務省からの英文親書をパラフレーズせずにパープルで暗号化していたのを利用した。

  3. また冒頭に第○電と連番を付ける日本側の慣習も役立った。パープルには0 - 9の数字をそのまま換字する機能がなく、数字を英字に置き換えると仮定した。実際には句読点コードの盗写が大前提となった解読方法である。例として1941年1月のベルリン発東京宛の復号電文冒頭を以下に示す。

```
FYC:第○電  FOC:極秘  KYD:貴電  FOV:(  FYX:)  CCF:¶
BB:1  DD:2  YN:4  SY:7  JBB:11  JYN:14  JKZ:19  BJB:21

1/06/41 
FYCGWFOCKAKUNENKYDSYSYSYP
 

1/09/41
FYCJBBFOCFOVDDNOBBFYXOOSH
 

1/09/41
FYCJBBFOCFOVDDNODDFYXYNCF
 

1/10/41
FYCJYNKYDSYPKSICCFHONSHCH
 

1/11/41 
XFCJKZTXSINSHCDENMUKYOKUC
 

1/12/41 
FYCBJBFOCKYDGWPKSIKNSDOKU 
```

### 未知の暗号機
- こうして15通の暗号電文について、暗字の90 - 95%の復元に成功した。原字と暗字の関係から暗号機構を解析することによって、エニグマ形式では関係の説明がつかず、少なくともどんなロータ（鼓胴）式でもないとわかった。
- やがて今まで出会ったことのない暗号機構だと認識する。パープル暗号の20字側は巧妙にも原文の反復を消し去っていた。
  1. 長文でも偶然以上の反復文字列が全く見られない。
  2. 同じ日に送信されたindicatorの異なる2通の暗号文を比較しても同様。
  3. 仮に暗号文中に3 - 4文字の反復が見つかっても対応する原字は反復しない。
- それでもSISが解き明かした点も出てきた。
  1. 1500文字を超える暗号文でも周期性は見られないが、ある決まった順番で多表が切り替わる。
  2. 原文で同じ文字が続いた（aa, bb など）としても、暗号文中では必ず異なる文字に換字されている。
  3. 25字ごとに折りたたんで縦列の換字を観察しても、上下で同じ文字が繰り返すことはない。

### 日本側の運用ミス
- 同じ日に同じ開始符で複数の暗号文を送信するミスがわずかにあった。暗号文を重ね合わせて観察すると、偶然に同じ原字が同じ位置で換字された場合、対応する暗字はいつも同じであった。これはレッド暗号と全く同じパターンだったので、次の仮説が立った。
  1. おそらくプラグボードがあって、その配列は毎日更新する。
  2. その他の機械設定はキーリストに従って変更している。開始符はどのキーリストを用いたかを示している。

### 自動処理装置"Six-Buster"の登場
- 作文で困ったのが6字側を埋めていく面倒な作業であった。MITの技師であるLeo Rosenに自動化が依頼され、彼は電話交換機に使うロータリーラインスイッチ (stepping switches) のカタログから6つの回線を25に分岐させるスイッチを見つけ、6字側の自動処理に成功する。これが"Six-Buster"である。
- Six-Busterによって作業効率が高まった頃、同じ日に発信された開始符 (indicator) の異なる暗号文を集めてみると「開始符の差=6字側多表の開始位置の差」だった。他方、パープル通信系で登場する開始符はたった120通りしかないので、120÷25=4余り20という計算から同じ6字側スイッチの開始位置を指示するindicatorは4つか5つあると推定した。
- 快調に動作するSix-Busterを見て、SISは日本外務省のパープル暗号機もロータリーラインスイッチを使用していると気付く。

### Genevieve Grotjanの大発見

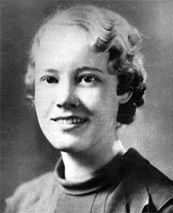
Genevieve Grotjan Feinstein

- パープルが本当にロータリーラインスイッチを利用しているかどうか、つまり組み合わせ多表式である事を見極める必要があった。
- SISが叩き台にしたのは対照平文が得られていた開始符"59713"の暗号文6通だった。これらの頻度分布を調べ、その周期性を探し始めた。
- 1940年9月20日、パープルが登場してから18か月後にGenevieve Grotjanが無味乾燥な作業の末に2通の暗号文に潜む一連の暗字群を見つける。仮説が的中したSISメンバーは、コカ・コーラで乾杯した。
- 翌週には"59713"における多表切替えシーケンスの解析を完了した。つまり開始符が"59713"ならば、送信日（プラグボード）には影響されずに読めるようになり、パープル解読は転換期を通過した。

### パープル模造機の完成

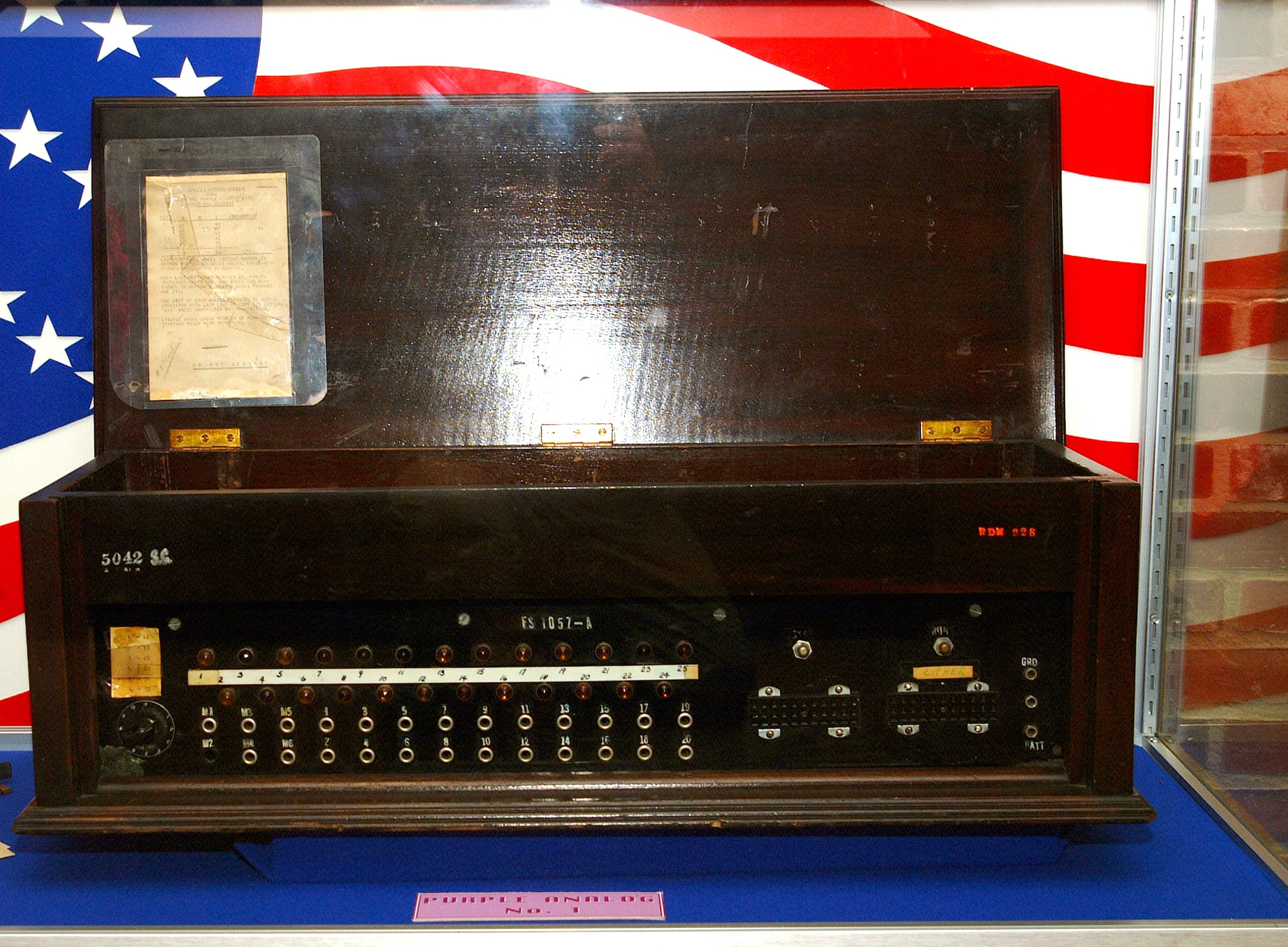
暗号博物館のパープル電動式模造機

- まずLeo Rosenが"Silly Sue"と名付けた手動式模造機を製作した。これはロータリーラインスイッチが入荷するまでのつなぎとして使用された。
- 必要な部品を集めたRosenは1941年始めに電動式模造機を完成した。パープルを逐次解読できるマシンの制作費は、たった684ドル65セントだった。
- 1945年にベルリン日本大使館跡地から捕獲した暗号機B型の一部は、模造機配線がほぼ正しく、誤配線はたったの2本であることを証明した。この捕獲部品は、アメリカ国家安全保障局の暗号博物館に展示されている。

### PURPLE DUDBUSTER
- 1945年5月に米陸軍はパープル模造機を土台に20字側のスイッチ開始位置を判定する装置、PURPLE DUDBUSTERを作成して終戦まで使用した。[20]
- 与えられたクリブの20文字側について最初の平字-暗字ペアを満たす開始位置を見つけたら次のペアを満たすかをチェックし、矛盾が有れば開始位置をずらして総当たりで検証する。
- 平均して35分で正しい開始位置を発見できた。1つのスイッチが１週するのに18分必要とした。
- 1941年に模造機を得て鍵規約パターンも回収出来ていたにも関わらず終戦目前にPURPLE DUDBUSTERを作成した理由は不明であるが、日本側がパープル解読に気づいて鍵規約を一新した場合でもタイムリーに解読できるようにした可能性が有る。

## 解読された原因
加藤正隆（本名 釜賀一夫、陸軍参謀本部第十一課暗号班）のコメント
- 当初規約更新期間が長かった（後では手遅れ）。
- 変更輪開始位置の選定が不良であった。
- 一通の長さが長すぎた（分割して送るべきだ）。
- 不用意に対照平文を与えた。

Frank B. Rowlett（米陸軍情報部）のコメント
- 一通の暗号文の長さに制限がなかった。
- 長文の場合は「分割転置」を実施してはいたがワンパターンだった。例えば半分に分割して後半+前半の順で送信していた。
分割転置文頭や文末の特徴を解読に利用されないように1通を複数のブロックに分け、順番をランダムに入れ替えて送信すること
- 格式を重んじる役所のためか冒頭部が紋切り型である。SISは冒頭から50 - 60字、場合によっては150字近いクリブが利用できた。
- 特定の鍵を偏って使用していた。

仲野好雄（陸軍参謀本部通信課長）のコメント
- 暗号強化に対する各官庁の協力が欠けていた。昭和18年（1943年）には陸海軍・外務省・大東亜省の暗号担当者が月1回の会合を開いていたが、単なる儀礼的懇親会であった。その後「当時の某（釜賀一夫）が外務省最強暗号を眼前で解読して見せた」こともあったが、依然として面子の問題から改革はできなかった。
- 学理的研究は、ほとんど省みられなかった。
- 暗号機は凡て配線固定式で配線差替え式の機械は一種も遂に作らなかった。
- 外務省歴代の電信課長には暗号に関してほとんど素人の一般外交官がなり、電信官や暗号官が就くことはなかった。

Genevieve Grotjan（米陸軍情報部）のコメント
ブレイクスルーとなった発見当時の状況を「（なぜ私が発見したのか？）たぶん運が良かったのでしょう、肝心の資料を握ってましたから。それに（同僚の）Albert Smallよりも少々辛抱強かったかも。Bob Fernerでも発見できた筈ですが、彼は別の資料と取り組んでました。」と述べている。
Cipher A. Deavours, Louis Kruh（暗号学者）のコメント
- 米陸軍と海軍の協力関係が良好だった。
- 暗号機が（設計能力を最大限に活かされていない）小出し状態で運用開始され、徐々に「改良」されていった。
- 鍵の運用に大きな欠陥があり、それが安全性を低下させた。
- 日本では、暗号設計者と数少ない暗号解読者との技術ギャップが大きすぎた。

David Kahn（暗号学者）のコメント
一般論ではあるが「現行システムが判明していると、次世代システムの解読は一から始めるよりもずっと簡単である」とTVインタビューで述べている。
長田順行（暗号学者）のコメント
「特に終戦までのわが国の暗号戦争敗因は、常に最高価値を指す秤で自国の暗号を量ったところにあるように思える。･･･暗号の強度判定は経験的な科学だということである。暗号保全の破綻は、みずから考え出した方式と運用法を、結局はみずからつくった秤にかけてよしとするところから生じる」
その他の考察
- レッド（暗号機A型）と同様に6字と20字に分離して換字した。つまり6字側からの解析を許してしまった。
- さらに6字側のロータリーラインスイッチは1段しかないので、その周期はわずか25字である。なぜ3段にできなかったのかは不明であるが、輸送や机上の取り回しの都合上で暗号機本体の寸法や重量の増加を嫌ったとも考えられる。九七式印字機Ⅲ型を昭和18年6月にドイツに向かった伊８号潜に搭載する際ハッチを通すため角を落とした梱包が必要だった。
- レッドが既に解読されている事を知らずにパープルが開発、評価された。
- 米解読陣を結果的に悩ませたロータリーラインスイッチは、レッドの接点トラブルに悩んでいた海軍技術研究所が電話交換機用としての信頼性に注目して導入した。
- ロータリーラインスイッチの配線はスパゲッティのように複雑膨大になり、各大使館ではスイッチ（多表）を更新することができなかった（エニグマの様に新規ロータの配付交換もできない）。
- 句読点や数詞などをコード化する暗号書を米国に盗写された。
- ドイツ軍と同様に、プラグボードに対して過剰な安心感をもった。同世代の米国暗号機、SIGABA（英語）にはプラグボードが見当たらないのが興味深い。
- 外務省、大使館はパープルが解読されているか否かに関するデリケートな連絡をパープルで送信した。
- 軍隊や商社と比べて、外務省は暗号に関するメンタリティーが異なる可能性もある。「いずれは公知になる事、他国が当然予想付く内容」の漏洩では当事者の生死には影響しない。
- 安全性についての評価と責任所在が曖昧だった。外務省電信課は海軍の評価を信じるしかなく、海軍は数学者である高木貞治の評価が全てであった。その高木は規約種類数を概算しただけである。
- 海軍はロンドン軍縮会議の後、『ただ遺憾なりしは時日その他の関係により、製作し得たる暗号機械は僅かに九台にして、全権二台、海軍側随員二台、全権同予備一台、外務省海軍局各二台とし、関係国たる米仏伊大使館に供用せしめ得ざりし点なり。従ってこの方面に対する関係電報は普通の暗号に依る外なきを以って、之が写しを自然入手し得る英米等に対し不安を感ずる次第にして、殊に今回の如く外務大臣と全権間の電報の大部が在米大使に転電せられたる事実に鑑み一層この感を深くせざるを得ず』と反省したが、同じ過ち（レッドとパープルの併用）が繰り返された。
- レッド暗号とオレンジ暗号の解読の経験も踏まえ、パープル暗号の解読はコーラルやジェイドについて米国側に次のヒントを与えた可能性がある。
  1. 恐らく海軍暗号機もロータリーラインスイッチを使用しているだろう。
  2. 恐らく海軍は欧文のコーラルについては母音と子音の分離はしないだろう。

## 付表1. ロータリーラインスイッチ換字表

### 6字側換字多表・翻訳用
| 表 | A | E | I | O | U | Y |
| -- | - | - | - | - | - | - |
| 01 | E | A | I | U | O | Y |
| 02 | Y | I | U | E | A | O |
| 03 | A | U | O | Y | E | I |
| 04 | O | I | E | A | Y | U |
| 05 | I | Y | A | O | U | E |
| 06 | E | A | Y | U | I | O |
| 07 | Y | U | O | E | A | I |
| 08 | I | Y | A | O | U | E |
| 09 | U | O | E | Y | I | A |
| 10 | O | U | I | E | A | Y |
| 11 | E | A | O | U | Y | I |
| 12 | U | O | Y | I | E | A |
| 13 | I | A | E | Y | O | U |
| 14 | O | E | U | A | I | Y |
| 15 | A | Y | E | I | U | O |
| 16 | U | O | I | Y | A | E |
| 17 | Y | E | U | I | O | A |
| 18 | E | I | O | A | U | Y |
| 19 | A | E | I | U | Y | O |
| 20 | I | A | Y | O | E | U |
| 21 | Y | U | A | E | O | I |
| 22 | A | I | Y | O | E | U |
| 23 | Y | O | U | A | I | E |
| 24 | O | Y | A | E | U | I |
| 25 | U | E | O | I | Y | A |

### 20字側換字多表I・翻訳用
| 表 | B | C | D | F | G | H | J | K | L | M | N | P | Q | R | S | T | V | W | X | Z |
| -- | - | - | - | - | - | - | - | - | - | - | - | - | - | - | - | - | - | - | - | - |
| 01 | H | X | R | B | M | F | C | J | Q | L | K | T | D | W | S | N | G | P | Z | V |
| 02 | F | G | T | V | R | B | Z | S | D | K | W | N | P | Q | M | X | C | H | L | J |
| 03 | V | B | Q | H | S | N | X | P | T | W | M | D | J | R | K | Z | F | L | C | G |
| 04 | D | R | Z | F | H | T | K | X | C | P | V | L | G | B | N | M | J | Q | S | W |
| 05 | X | H | K | Z | Q | G | W | F | M | D | T | S | R | P | J | C | V | N | B | L |
| 06 | C | N | L | R | J | X | H | D | W | Q | P | K | M | S | T | V | Z | F | G | B |
| 07 | T | J | H | W | L | M | Q | B | V | C | G | F | N | X | Z | R | K | S | D | P |
| 08 | B | Z | J | T | P | R | G | W | S | M | Q | H | K | D | F | L | N | V | X | C |
| 09 | V | L | N | K | Z | W | J | R | B | T | S | G | X | C | H | P | F | M | Q | D |
| 10 | P | K | V | L | D | Z | F | M | R | G | J | W | C | T | Q | H | B | X | S | N |
| 11 | Z | B | T | N | C | V | L | F | K | S | M | Q | D | W | R | G | H | J | P | X |
| 12 | G | F | S | C | Q | X | H | T | P | R | K | J | V | M | W | D | L | B | N | Z |
| 13 | S | V | M | X | T | C | N | K | L | J | D | R | W | Q | P | B | G | Z | H | F |
| 14 | N | P | J | D | K | S | T | H | F | Z | C | G | B | L | X | W | M | R | V | Q |
| 15 | P | T | C | J | F | K | S | X | G | B | N | L | Z | V | H | R | Q | D | W | M |
| 16 | K | S | W | B | P | N | V | R | Z | T | Q | X | L | J | D | F | C | G | M | H |
| 17 | J | D | G | W | V | Q | X | Z | R | N | L | M | C | H | B | S | P | T | F | K |
| 18 | M | Q | F | R | W | D | C | V | N | X | Z | B | H | P | L | J | S | K | G | T |
| 19 | Q | J | L | P | Z | T | R | M | X | H | B | C | N | F | G | D | W | V | K | S |
| 20 | B | C | D | F | G | H | J | K | L | M | N | P | Q | R | S | T | V | W | X | Z |
| 21 | L | Z | P | G | M | V | B | Q | J | S | F | D | T | K | W | N | X | C | R | H |
| 22 | W | S | C | Q | B | J | M | G | X | V | H | Z | L | N | P | K | D | F | T | R |
| 23 | T | W | X | M | N | Z | G | L | B | F | P | Q | J | H | V | C | R | S | D | K |
| 24 | G | K | B | S | X | L | P | C | H | D | R | V | F | Z | T | Q | W | M | J | N |
| 25 | R | M | F | K | L | P | D | N | V | Z | X | H | S | G | C | W | T | J | B | Q |

### 20字側換字多表II・翻訳用
| 表 | B | C | D | F | G | H | J | K | L | M | N | P | Q | R | S | T | V | W | X | Z |
| -- | - | - | - | - | - | - | - | - | - | - | - | - | - | - | - | - | - | - | - | - |
| 01 | S | L | B | G | V | X | D | C | M | K | N | W | P | T | H | Q | Z | F | R | J |
| 02 | P | H | S | C | F | L | K | T | X | V | G | N | Z | J | M | W | B | R | Q | D |
| 03 | F | W | G | K | T | B | P | S | Z | R | Q | V | N | C | J | L | H | D | M | X |
| 04 | H | N | C | Z | R | J | W | P | S | D | K | G | M | B | V | X | L | T | F | Q |
| 05 | J | C | Q | D | L | F | V | R | B | P | W | Z | H | N | T | S | G | K | X | M |
| 06 | G | V | R | J | M | L | X | Z | K | Q | B | C | T | D | F | P | N | W | H | S |
| 07 | K | F | D | N | X | Q | C | L | P | T | M | V | R | S | Z | H | W | B | J | G |
| 08 | Z | B | T | M | S | K | R | N | W | G | D | J | Q | V | X | F | C | L | P | H |
| 09 | L | K | J | S | G | C | F | Q | V | B | N | H | X | W | R | M | D | Z | T | P |
| 10 | M | P | N | W | K | T | Z | V | G | H | L | D | F | X | Q | J | B | R | S | C |
| 11 | N | J | R | F | W | Z | H | B | Q | X | P | S | G | L | T | C | V | M | K | D |
| 12 | C | D | L | M | Q | R | S | T | J | N | Z | P | W | H | B | G | K | V | X | F |
| 13 | T | M | S | B | V | D | Q | L | F | J | H | K | C | R | G | N | P | X | W | Z |
| 14 | X | T | W | P | D | Q | L | M | H | C | V | R | N | F | J | Z | S | G | B | K |
| 15 | W | R | P | X | B | J | M | H | N | S | G | L | K | Z | V | F | D | Q | C | T |
| 16 | Z | D | X | C | F | G | N | R | L | M | W | T | S | P | K | J | Q | H | V | B |
| 17 | D | H | F | R | C | P | T | G | W | Z | J | X | B | S | L | K | M | N | Q | V |
| 18 | G | S | Z | L | M | V | B | X | Q | P | F | C | J | H | N | R | T | K | D | W |
| 19 | R | Z | Q | V | G | W | K | F | C | S | T | B | L | X | D | H | J | M | P | N |
| 20 | K | N | B | H | X | R | G | W | V | D | M | Q | P | Z | S | T | F | C | J | L |
| 21 | V | X | H | B | P | S | Z | J | T | L | D | N | Q | M | C | W | K | F | G | R |
| 22 | B | G | P | Z | H | N | R | K | L | J | X | F | D | Q | M | V | W | T | S | C |
| 23 | T | K | M | Q | N | H | X | G | D | F | S | Z | V | C | W | B | R | J | L | P |
| 24 | X | Q | K | T | Z | M | J | B | C | W | R | H | L | G | P | D | V | S | N | F |
| 25 | Q | B | V | S | J | F | T | D | R | G | C | M | W | K | N | L | X | P | Z | H |

### 20字側換字多表III・翻訳用
| 表 | B | C | D | F | G | H | J | K | L | M | N | P | Q | R | S | T | V | W | X | Z |
| -- | - | - | - | - | - | - | - | - | - | - | - | - | - | - | - | - | - | - | - | - |
| 01 | J | X | N | D | Z | B | M | H | T | P | V | Q | K | L | F | W | G | R | S | C |
| 02 | S | V | R | C | P | Q | K | D | B | X | L | F | M | J | N | Z | T | H | W | G |
| 03 | C | N | Z | P | B | X | F | M | L | R | H | S | Q | D | J | T | W | K | G | V |
| 04 | T | D | P | L | F | Z | H | X | W | C | G | K | R | N | M | B | S | V | Q | J |
| 05 | P | W | T | F | L | D | S | Q | H | Z | K | C | J | M | G | X | R | B | V | N |
| 06 | Q | L | G | H | K | J | P | V | R | W | Z | M | C | X | N | S | F | D | B | T |
| 07 | F | J | C | S | V | M | X | G | K | T | B | P | D | Q | H | R | Z | L | N | W |
| 08 | L | H | F | M | W | T | K | R | G | P | V | B | Z | S | Q | X | C | N | J | D |
| 09 | G | R | W | V | Q | S | N | P | J | K | D | H | B | C | Z | F | L | M | T | X |
| 10 | N | T | L | W | D | P | G | S | M | B | R | V | C | F | X | H | K | J | Q | Z |
| 11 | X | K | D | S | R | G | B | N | C | M | P | T | W | Z | V | J | Q | F | L | H |
| 12 | B | P | V | Q | L | J | R | C | S | F | G | N | H | T | D | K | W | X | Z | M |
| 13 | D | F | M | P | B | W | C | K | R | Q | X | J | T | H | S | L | V | Z | G | N |
| 14 | L | N | H | G | M | F | V | X | Q | S | J | C | P | W | R | Z | B | T | K | D |
| 15 | K | Q | R | T | X | P | Z | J | M | D | S | L | F | V | B | N | G | C | H | W |
| 16 | W | T | S | F | C | V | Q | P | H | N | Z | X | R | G | L | B | K | J | D | M |
| 17 | R | B | J | Z | H | Q | T | W | P | L | F | V | G | N | C | D | M | S | X | K |
| 18 | V | X | B | N | J | C | W | F | D | K | M | G | S | P | T | L | H | Q | Z | R |
| 19 | M | S | C | R | N | H | J | B | T | Z | Q | D | L | K | W | V | X | G | P | F |
| 20 | Z | L | K | H | P | N | C | G | F | J | T | R | V | D | S | M | Q | X | W | B |
| 21 | N | Z | Q | K | T | M | W | R | X | H | S | F | B | V | J | G | D | L | C | P |
| 22 | T | G | M | X | F | W | S | V | B | D | C | Z | N | H | K | Q | J | P | R | L |
| 23 | H | M | X | T | G | L | B | Z | V | F | N | W | J | R | Q | C | P | K | D | S |
| 24 | K | J | G | B | S | R | L | T | N | V | W | H | X | Z | D | P | F | C | M | Q |
| 25 | Q | C | V | J | R | K | D | L | Z | G | T | M | H | B | P | S | N | W | F | X |

## 付表2. スイッチ駆動の例
- 全スイッチが01表から駆動を開始した場合の例。
- 6字側スイッチは20字側スイッチに関係なく1段階進む。
- 6字側スイッチが1周するときに中速スイッチが連動する（高速スイッチには影響しない）。

```
       　20字  
   6字 低 中 高 
001:01 01 01 01
002:02 01 01 02
003:03 01 01 03
004:04 01 01 04
005:05 01 01 05
006:06 01 01 06
007:07 01 01 07
008:08 01 01 08
009:09 01 01 09
010:10 01 01 10
011:11 01 01 11
012:12 01 01 12
013:13 01 01 13
014:14 01 01 14
015:15 01 01 15
016:16 01 01 16
017:17 01 01 17
018:18 01 01 18
019:19 01 01 19
020:20 01 01 20
021:21 01 01 21
022:22 01 01 22
023:23 01 01 23
024:24 01 01 24
025:25 01 01 25 
026:01 01 02 25　←高速は駆動を保留している（中速が優先）
027:02 01 02 01
028:03 01 02 02
029:04 01 02 03
030:05 01 02 04
031:06 01 02 05
032:07 01 02 06
033:08 01 02 07
034:09 01 02 08
035:10 01 02 09
036:11 01 02 10
037:12 01 02 11
038:13 01 02 12
039:14 01 02 13
040:15 01 02 14
041:16 01 02 15
042:17 01 02 16
043:18 01 02 17
044:19 01 02 18
045:20 01 02 19
046:21 01 02 20
047:22 01 02 21
048:23 01 02 22
049:24 01 02 23
050:25 01 02 24
051:01 01 03 24
052:02 01 03 25

途中省略

599:24 01 24 01
600:25 01 24 02
601:01 01 25 02
602:02 01 25 03
603:03 01 25 04
604:04 01 25 05
605:05 01 25 06
606:06 01 25 07
607:07 01 25 08
608:08 01 25 09
609:09 01 25 10
610:10 01 25 11
611:11 01 25 12
612:12 01 25 13
613:13 01 25 14
614:14 01 25 15
615:15 01 25 16
616:16 01 25 17
617:17 01 25 18
618:18 01 25 19
619:19 01 25 20 
620:20 01 25 21
621:21 01 25 22
622:22 01 25 23
623:23 01 25 24
624:24 01 25 25
625:25 02 25 25　←高速は駆動を保留している（低速が優先）
626:01 02 01 25　←高速は駆動を保留している（中速が優先）
627:02 02 01 01
以降省略
```